# Revolta d'esclaus de Nova York de 1712
La revolta d'esclaus de Nova York de 1712 va ser una revolta de 23 esclaus africans a la ciutat de Nova York, a la província britànica de Nova York. Van matar nou persones blanques i en van ferir sis més abans que fossin detinguts. Es va arrestar i empresonar 70 persones negres, de les quals 27 van ser portades a judici i 21 van ser condemnades i executades.

## Esdeveniments
A principis del segle XVIII, la ciutat de Nova York va tenir una de les poblacions d'esclaus més grans d'entre les colònies d'Anglaterra. L'esclavatge a la ciutat es diferenciava de les d'altres colònies perquè no hi havia grans plantacions. Els esclaus treballaven com a servents, artesans, treballadors portuaris i diferents tipus de peons especialitzats. Els esclaus africans vivien a prop els uns dels altres, cosa que facilitava la comunicació entre ells. Sovint també treballaven entre negres lliures, una situació que no existia a les plantacions del sud dels Estats Units. Els esclaus a la ciutat podien així comunicar-se i planejar una conspiració més fàcilment que els de les plantacions.
Entre els esdeveniments que presumptament van portar a la rebel·lió hi havia la disminució de la llibertat i l'estatus produïda després que els anglesos es fessin càrrec de la colònia el 1664. Sota el govern de les Províncies Unides dels Països Baixos, quan la ciutat formava part de la província colonial de Nous Països Baixos, els esclaus alliberats tenien alguns drets legals, tals com la possessió de terres i el dret al matrimoni. Després de la presa de control dels anglesos i la creació de la colònia de Nova York, es van promulgar noves lleis que van restringir la vida dels esclaus. Es va construir un mercat d'esclaus, a prop de l'actual districte financer de Wall Street, per adaptar-se a l'increment de la importació d'esclaus de la Royal African Company.
Al començament del segle XVIII el 20% de la població novaiorquesa eren persones negres esclavitzades. El govern colonial va restringir aquest grup per mitjà de diferents mesures: estaven obligats a portar un passi si hi viatjaven més d'una milla (1,6km) de casa seva; es descoratjava el matrimoni entre ells; es van prohibir reunions de grups de més de tres persones i estaven obligats a seure a galeries separades als serveis de l'església.
Un grup de més de vint esclaus negres es va reunir la nit del 6 d'abril de 1712 i van calar foc a un edifici a Maiden Lane, prop de Broadway. Mentre els colons blancs intentaven apagar l'incendi, els esclaus negres, armats amb pistoles, destrals de mà, i espases, van atacar els blancs i després van fugir. Al cap de poc temps de la seva fugida, els esclaus van ser atrapats i portats als seus amos.

## Conseqüències
Les forces colonials van arrestar i van empresonar setanta negres. Es va informar que 6 es van suïcidar i 27 van ser portats a judici, dels quals 21 van ser condemnats i sentenciats a mort, entre els quals hi havia una dona amb un nen. Vint van ser cremats i un va ser executat a la roda. Després de la revolta, molts propietaris d'esclaus van donar la culpa de la violència a Elias Neau per compte de l'escola oberta als afroamericans que va fundar un any abans. La situació va arribar fins al punt que durant molts dies aquest va evitar sortir al carrer per compte de les amenaces contra la seva vida.
Després de la revolta, la ciutat i la colònia van promulgar lleis més restrictives per als esclaus. No es permetia que els esclaus es reunissin en grups de més tres, ni portar armes i el joc els estava prohibit. Els crims que involucressin danys a la propietat, violació o conspiració per matar es condemnaven sota pena de mort. Els negres lliures encara podien posseir terres. Així, Anthony Portuguese, també conegut com Portugies, posseïa terres a la zona que actualment és Washington Square Park i van ser heretades per la seva filla i els seus néts.
La colònia requeria que els amos d'esclaus que volguessin alliberar els seus paguessin un impost de 200 £ per persona, una quantitat molt més alta que el cost d'un esclau. El 1715 el governador Robert Hunter va argumentar a Londres davant la Cambra de Comerç que la manumissió i la possibilitat que els esclaus heretessin part de la riquesa dels seus amos era important per mantenir la riquesa de Nova York. Va assenyalar que era una recompensa apropiada per a un esclau que havia ajudat el seu amo a guanyar la fortuna de la seva vida i que això podria evitar que l'esclau caigués en la desesperació.